# Volumentarif
Der Begriff Volumentarif stammt aus dem Bereich der Datenübertragungs-Tarife. Dabei richtet sich das zu zahlende Entgelt des Benutzers einer IP-Verbindung nach der Menge der übertragenen Daten (Up- und Download).
Volumentarife werden heute in Deutschland hauptsächlich für die Abrechnung von mittels Funknetzen realisierten Internetverbindungen wie WIMAX oder paktetorientierten Mobilfunk-Protokollen (GPRS, EDGE, UMTS und HSDPA) verwendet, während bei leitungsgebundenen Breitbandzugängen (Digital Subscriber Line oder TV-Kabelinternet) die vormals populären Volumentarife nahezu gänzlich von Flatrate-Tarifen vom Markt gedrängt wurden.

## Volumentarif mit Preisdeckelung
Kunden, die einen Dienst in nur geringem Umfang nutzen, jedoch auf die Sicherheit einer Flatrate nicht verzichten wollen, können einen Volumentarif mit Preisdeckelung wählen (sog. FlatbyCall). Damit werden die Vorteile eines Volumentarifs (geringe Grundkosten) und die einer Flatrate (fixe Maximalkosten) miteinander kombiniert.

## Volumenpaket mit Drosselung
Eine andere Abrechnungsmethode ist die volumenbegrenzte Flatrate, bei der in der Grundgebühr oder im Preis einer zugebuchten Option ein Datenvolumen enthalten ist, nach dessen Ausschöpfung die Datenrate mehr oder weniger drastisch eingeschränkt wird.